# Juan O'Gorman

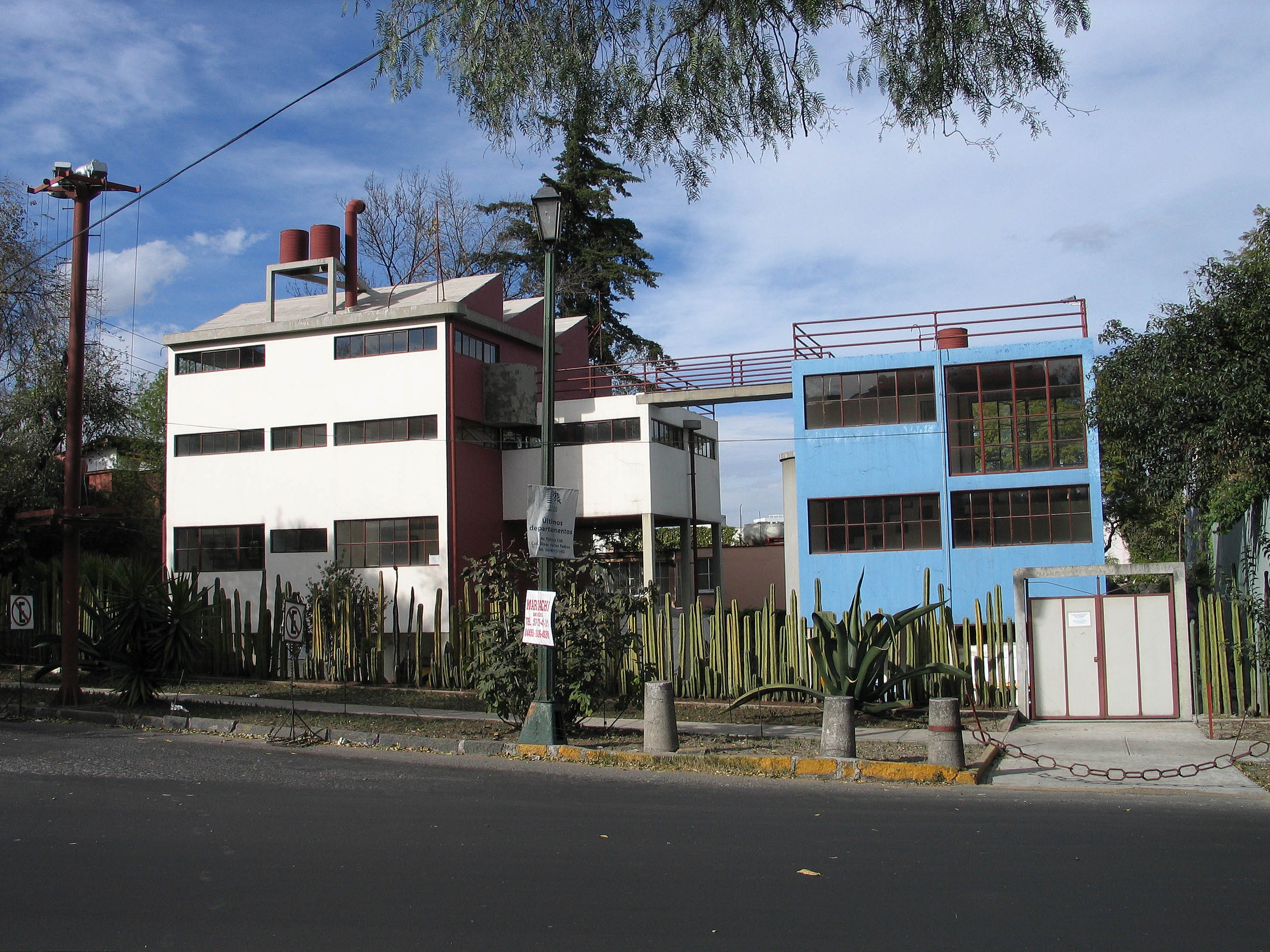
Diego Riveras studio i Colonia San Angel (1930)

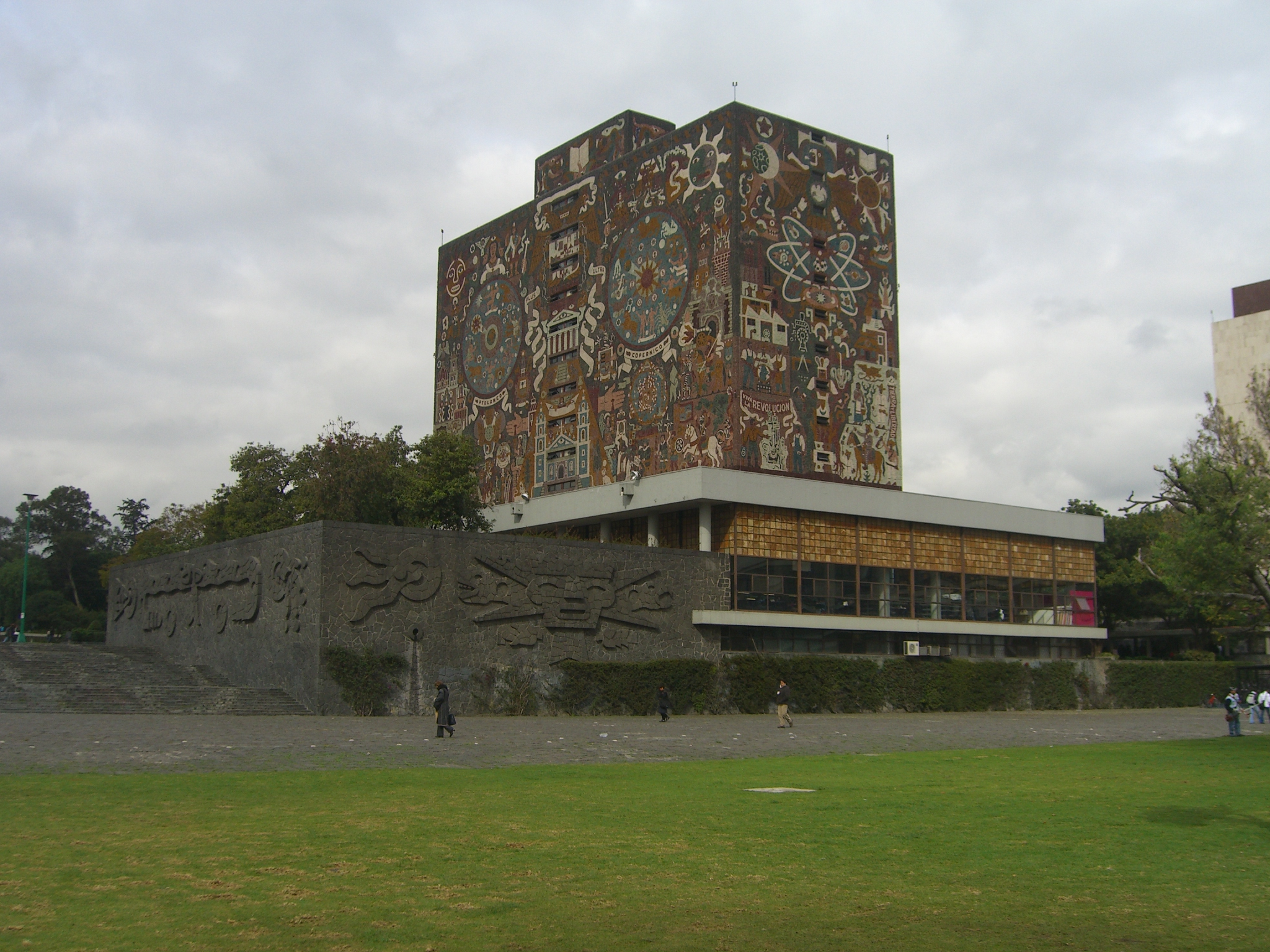
UNAM:s centralbibliotek

Juan O'Gorman, född 6 juli 1905 i Coyoacán, död 17 januari 1982, var en mexikansk konstnär och arkitekt.

## Biografi
O'Gorman är främst känd för sina muralmålningar och mosaiker. Som arkitekt började han radikalt i Le Corbusiers anda men övergick till en friare och mera organisk stil, t. ex. i sin egen Gaudi-inspirerade boning utanför Mexico City, ett fantastiskt grotthus med inläggningar av färgade snäckor och stenar.
O'Gormans internationellt mest kända verk är universitetsbiblioteket i Mexico City, som han uppförde tillsammans med två andra arkitekter och vars fasader han helt täckt med mosaiker av naturstenar med motiv ur mexikanska folkets historia.
Han har bland annat också skapat en bankbyggnad i Mexico City, samt många skolbyggnader runt om i Mexiko. Han skapade även ett hus åt konstnärerna Diego Rivera och Frida Kahlo.
Juan O'Gorman är representerad vid bland annat Arkivet för dekorativ konst.